# Invasión alemana de Bélgica
La invasión alemana de Bélgica fue una campaña militar que comenzó el 4 de agosto de 1914. Anteriormente, el 24 de julio, el gobierno belga había anunciado que si llegaba la guerra, mantendría su  neutralidad histórica. El gobierno belga movilizó sus fuerzas armadas el 31 de julio y se proclamó en Alemania un estado de alerta intensificada (Kriegsgefahr). El 2 de agosto, el gobierno alemán envió un ultimátum a Bélgica, exigiendo el paso a través del país y las fuerzas alemanas  invadieron Luxemburgo. Dos días después, el gobierno belga rechazó las demandas y el gobierno británico garantizó el apoyo militar a Bélgica. El gobierno alemán declaró la guerra a Bélgica el 4 de agosto, las tropas cruzaron la frontera y comenzaron la Batalla de Lieja.
Las operaciones militares alemanas en Bélgica tenían la intención de traer al 1.º, 2.º y 3.er ejércitos a posiciones en Bélgica desde las cuales podrían invadir Francia que, después de la caída de Lieja el 7 de agosto, llevó a asedios de fortalezas belgas a lo largo del río Mosa en Namur y La rendición de los últimos fuertes en los días 16 y 17 de agosto. El gobierno abandonó la capital, Bruselas, el 17 de agosto y después de luchar en el río Gete, el ejército belga se retiró hacia el oeste hasta el reducto nacional en Amberes el 19 de agosto. Bruselas fue ocupada al día siguiente y el asedio de Namur comenzó el 21 de agosto.
Después de la Batalla de Mons y de la de  Charleroi, la mayor parte de los ejércitos alemanes marcharon hacia el sur, hacia Francia, dejando pequeñas fuerzas en la guarnición de Bruselas y los ferrocarriles belgas. El III Cuerpo de Reserva avanzó a la zona fortificada alrededor de Amberes y una división del IV Cuerpo de Reserva se hizo cargo de Bruselas. El ejército belga de campaña realizó varias incursiones desde Amberes a fines de agosto y septiembre para acosar las comunicaciones alemanas y ayudar a la  fuerza expedicionaria  británica y francesa (BEF), manteniendo las tropas alemanas en Bélgica. La retirada de tropas alemanas para reforzar los ejércitos principales en Francia se pospusieron para rechazar una salida belga del 9 al 13 de septiembre y se retuvo un cuerpo alemán en tránsito en Bélgica durante varios días. La resistencia belga y el miedo alemán a los  francotiradores, llevaron a los alemanes a implementar una política de terror (schrecklichkeit) contra civiles belgas poco después de la invasión, en la que se produjeron masacres, ejecuciones, toma de rehenes y el incendio de ciudades y pueblos,  como el rapto de Bélgica.
Mientras los ejércitos franceses y la BEF comenzaron el la Gran Retirada en Francia desde el 24 de agosto al 28 de septiembre, el ejército belga y pequeños destacamentos de tropas francesas y británicas lucharon en Bélgica contra la caballería alemana y la infantería ligera. El 27 de agosto, un escuadrón del Real Servicio Aéreo Naval (RNAS) voló a Ostende para llevar a cabo el reconocimiento aéreo entre Brujas, Gante e Ypres. Los marines británicos desembarcaron en Francia el 19 y 20 de septiembre y comenzaron a explorar la Bélgica desocupada en automóviles; se creó una Sección de Vehículos Blindados RNAS protegiendo los vehículos con acero a prueba de balas. El 2 de octubre, la brigada de marina de la división naval real.Se trasladó a Amberes, seguida del resto de la división el 6 de octubre. Del 6 al 7 de octubre, la 7.ª División y la 3.ª División de Caballería aterrizaron en Zeebrugge y las fuerzas navales reunidas en Dover formaron parte de la Patrulla de Dover, para operar en el Canal y en la costa franco-belga. A pesar del menor refuerzo británico, el asedio de Amberes terminó cuando su red de defensas fue destruida por la supersegura artillería  alemana. La ciudad fue abandonada el 9 de octubre y las fuerzas aliadas se retiraron a  Flandes Occidental .
Al final de la Gran Retirada, comenzó la carrera al mar entre el 17 de septiembre y el 19 de octubre, período de intentos recíprocos por parte de los alemanes y franco-británicos para rodear a sus oponentes, extendiendo la línea frontal hacia el norte desde Aisne, hasta Picardía, Artois y Flandes. Las operaciones militares en Bélgica también avanzaron hacia el oeste cuando el ejército belga se retiró de Amberes al área cercana a la frontera con Francia. El ejército belga luchó la batalla defensiva de Batalla del Yser (16-31 de octubre) desde Nieuwpoort al sur hasta Dixmude, mientras el 4.º ejército alemán atacaba por el oeste y las tropas francesas, británicas y algunas belgas lucharon en la primera batalla de Ypres entre el 19 de octubre y el 22 de noviembre, contra los ejércitos 4.º y 6.º. En noviembre de 1914, la mayor parte de Bélgica estaba bajo la  ocupación alemana y el bloqueo naval aliado. El 26 de agosto de 1914 se estableció una administración militar alemana para gobernar a través del sistema administrativo belga de antes de la guerra, supervisado por un pequeño grupo de oficiales y oficiales alemanes. Bélgica estaba dividida en zonas administrativas, el  Gobierno General de Bruselas y su hinterland; una segunda zona, bajo el 4.º Ejército, que incluye Gante y Amberes y una tercera zona bajo la Marina alemana a lo largo de la costa. La ocupación alemana duró hasta finales de 1918.

## Antecedentes

### La neutralidad belga

Mapa de Europa en 1914

El  Tratado de Londres de 1839 reconoció a Bélgica como un estado independiente y neutral. Hasta 1911, el análisis estratégico belga anticipó que si llegaba la guerra, los alemanes atacarían Francia a través de la frontera franco-alemana y atraparían a los ejércitos franceses contra la frontera belga, como lo habían hecho en 1870. Las garantías británicas y francesas de independencia belga se hicieron antes de 1914, pero la posibilidad de desembarques en Amberes fue sacada a la luz por el agregado militar británico en 1906 y 1911, lo que llevó a los belgas a sospechar que los británicos habían llegado a ver la neutralidad belga como una cuestión de ventaja diplomática y militar británica, en lugar de como un fin en sí mismo. La crisis de Agadir de 1911 dejó al gobierno belga con pocas dudas sobre el riesgo de una guerra europea y una invasión de Bélgica por parte de Alemania.
En septiembre de 1911, una reunión gubernamental concluyó que Bélgica debía estar preparada para resistir una invasión alemana, para evitar acusaciones de convivencia por parte de los gobiernos británico y francés. Gran Bretaña, Francia y los Países Bajos también debían seguir siendo tratados como enemigos potenciales. En 1913 y 1914, los alemanes hicieron preguntas al agregado militar belga en Berlín, sobre el paso de las fuerzas militares alemanas a través de Bélgica. Si es invadida, Bélgica necesitaría ayuda extranjera pero no trataría a las potencias extranjeras como aliadas o como objetivos más allá del mantenimiento de la independencia belga. La neutralidad obligó al gobierno belga a adoptar una estrategia de independencia militar, basada en un programa de rearme iniciado en 1909, que se esperaba que estuviera completo en 1926. El plan belga era tener tres cuerpos de ejército para reducir la ventaja numérica de los ejércitos alemanes sobre Los franceses y disuadir una invasión alemana.
El reclutamiento comenzó en 1909 pero con una reducción en el término del servicio a quince meses; la crisis de Agadir hizo que el gobierno continuara sus preparativos, pero hasta 1913, el tamaño del ejército no se fijó como proporción de la población. El reclutamiento anual de 13 300 reclutas se incrementó a 33, 000 para acumular la mano de obra entrenada para un ejército de campo de 180 000 hombres. Los hombres mayores seguirían sirviendo como tropas de guarnición y, para 1926, 340 000 hombres estarían disponibles. La implementación del nuevo esquema había interrumpido el anterior pero no había entrado en vigencia en 1914. Durante la crisis del asesinato del archiduque Francisco Fernando de Austria.Los regimientos se dividieron y ocho clases de reclutamiento se incorporaron al ejército para proporcionar 117 000 hombres para el ejército de campo y 200 000 tropas. El ejército belga planificó una defensa completa en lugar de concentrar al ejército contra una amenaza particular. Las defensas belgas se basaban en un reducto nacional en Amberes, con el ejército de campaña concentrado en el centro del país a 60 kilómetros de la frontera, listo para maniobrar para demorar una invasión, mientras que las fronteras estaban protegidas por las fortificaciones de las regiones de Lieja y Namur. La invasión alemana de Bélgica el 4 de agosto de 1914, en violación del artículo VII del  Tratado de Londres fue el Casus belli, la razón dada por el gobierno británico, para declarar la guerra a Alemania.

### Planes de guerra

#### Planes defensivos belgas

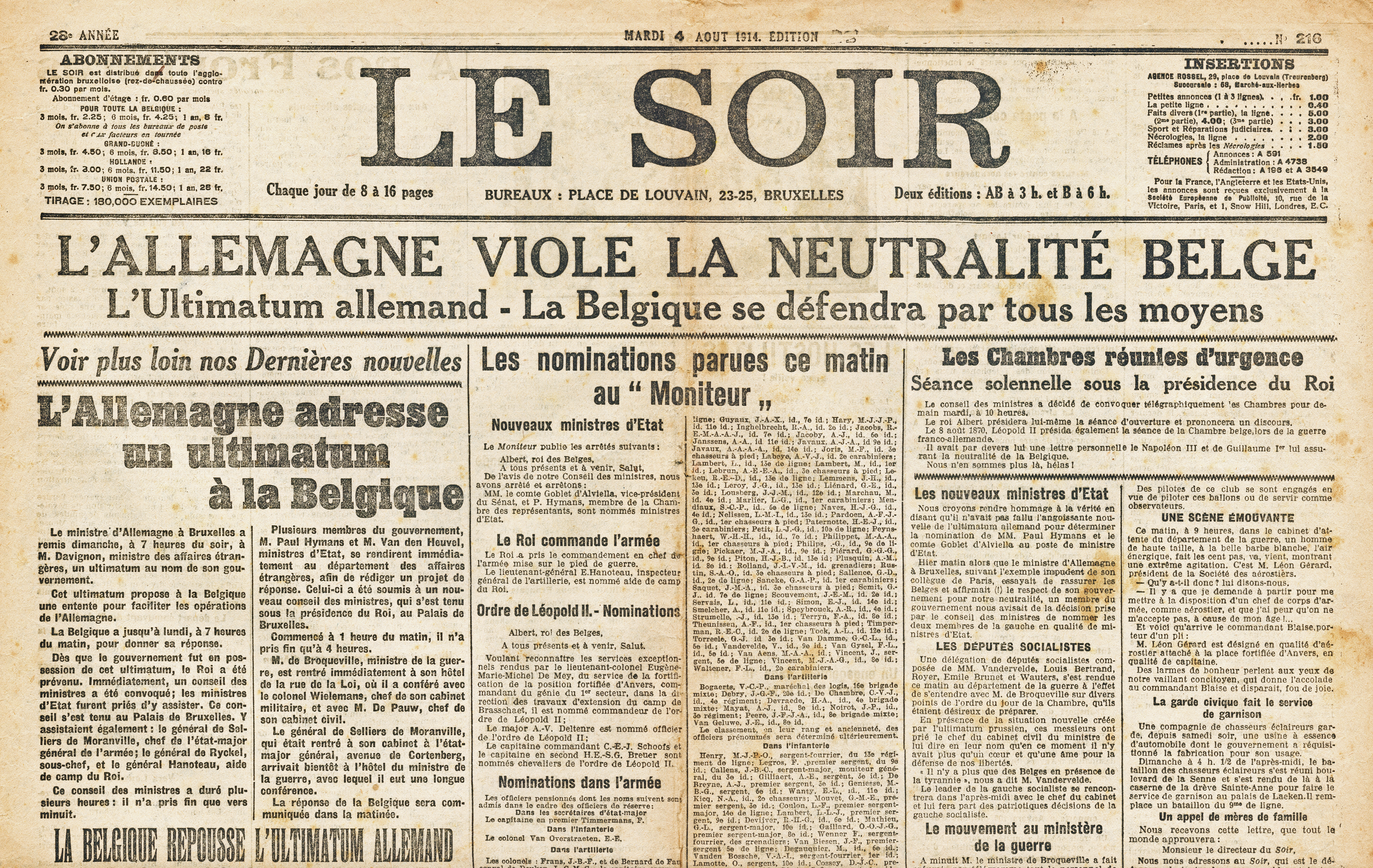
Titular en Le Soir, 4 de agosto de 1914

La planificación militar belga se basaba en el supuesto de que otras potencias expulsarían a un invasor, pero la probabilidad de una invasión alemana no hacía que Francia y Gran Bretaña fueran vistas como aliadas o que el gobierno belga hiciera algo más que proteger su independencia. La entente anglo-francesa (1904) había llevado a los belgas a percibir que la actitud británica hacia Bélgica había cambiado y que ahora se veía como un protectorado. Se formó un Estado Mayor belga en 1910, pero el Jefe de Estado Mayor General del Ejército belga (1910), el Teniente General Harry Jungbluth se retiró el 30 de junio de 1912 y no fue reemplazado hasta mayo de 1914 por el Teniente General Chevalier de Selliers de Moranville. Moranville comenzó a planificar la concentración del ejército y se reunió con funcionarios ferroviarios el 29 de julio.
Las tropas belgas se agruparían en el centro de Bélgica, frente al reducto nacional de Bélgica, listas para enfrentar cualquier frontera, mientras que la posición  posición fortificada de Lieja y la de  Namur se dejaron para asegurar las fronteras. En la movilización, el rey se convirtió en comandante en jefe y eligió dónde se concentraría el ejército. En medio de la interrupción del nuevo plan de rearme, los reclutas belgas desorganizados y mal entrenados se beneficiarían de una posición central para retrasar el contacto con un invasor. El ejército también necesitaría fortificaciones para la defensa, pero éstas se habían construido en la frontera. Otra escuela de pensamiento quería un retorno a un despliegue en la frontera, en línea con las teorías francesas de la ofensiva. El plan belga que surgió fue un compromiso en el cual el ejército de campo se concentró detrás del río Gete con dos divisiones adelante en Lieja y Namur.

#### Alemania: Plan Schlieffen-Moltke
La estrategia alemana había dado prioridad a las operaciones ofensivas contra Francia y una postura defensiva contra Rusia desde 1891. La planificación alemana estaba determinada por la inferioridad numérica, la velocidad de movilización y concentración y el efecto del vasto aumento del poder de las armas modernas. Se esperaba que los ataques frontales fueran costosos y prolongados, dando lugar a un éxito limitado, particularmente después de que los franceses y los rusos modernizaron sus fortificaciones en las fronteras con Alemania. Alfred von Schlieffen , Jefe del Estado Mayor Imperial Imperial ( Oberste Heeresleitung , OHL)) desde 1891 hasta 1906 ideó un plan para evadir las fortificaciones de la frontera francesa, con una ofensiva en el flanco norte, que tendría una superioridad numérica local y obtendría rápidamente una victoria decisiva. Entre 1898 y 1899, esta maniobra estaba destinada a pasar rápidamente entre Amberes y Namur y amenazar a París desde el norte.

Frente oriental hasta el 26 de septiembre de 1914

Helmuth von Moltke el Joven sucedió a Schlieffen en 1906 y no estaba tan seguro de que los franceses se ajustaran a las suposiciones alemanas. Moltke adaptó el plan de despliegue y concentración para acomodar un ataque en el centro o un ataque envolvente desde ambos flancos como variantes, agregando divisiones al flanco izquierdo opuesto a la frontera francesa, desde donde se esperaba que 1 700 000 hombres sean movilizados en el Westheer.(Ejército occidental). La principal fuerza alemana aún avanzaría a través de Bélgica y atacaría hacia el sur en Francia, los ejércitos franceses serían envueltos por la izquierda y presionados sobre  Mosa, Aisne, Somme, Oise, Marne y Seine, mediante ataques cortos y rápidos, incapaces de retirarse hacia el centro de Francia. Los franceses serían aniquilados o la maniobra desde el norte crearía las condiciones para la victoria en el centro o en Lorena, en la frontera común.
Un corolario al énfasis en el frente occidental fue la falta de tropas para el  frente oriental contra Rusia. En el este, los alemanes planearon una estrategia defensiva y se apoyaron en el Ejército austrohúngaro (Landstreitkräfte Österreich-Ungarns / Császári és Királyi Hadsereg) para desviar a los rusos de Prusia Oriental, mientras que Francia fue aplastada. Las divisiones del ejército alemán en el oeste (Westheer) se redistribuirían hacia el este para enfrentarse a los rusos tan pronto como tuvieran un respiro contra los franceses.

#### Francia: Plan XVII

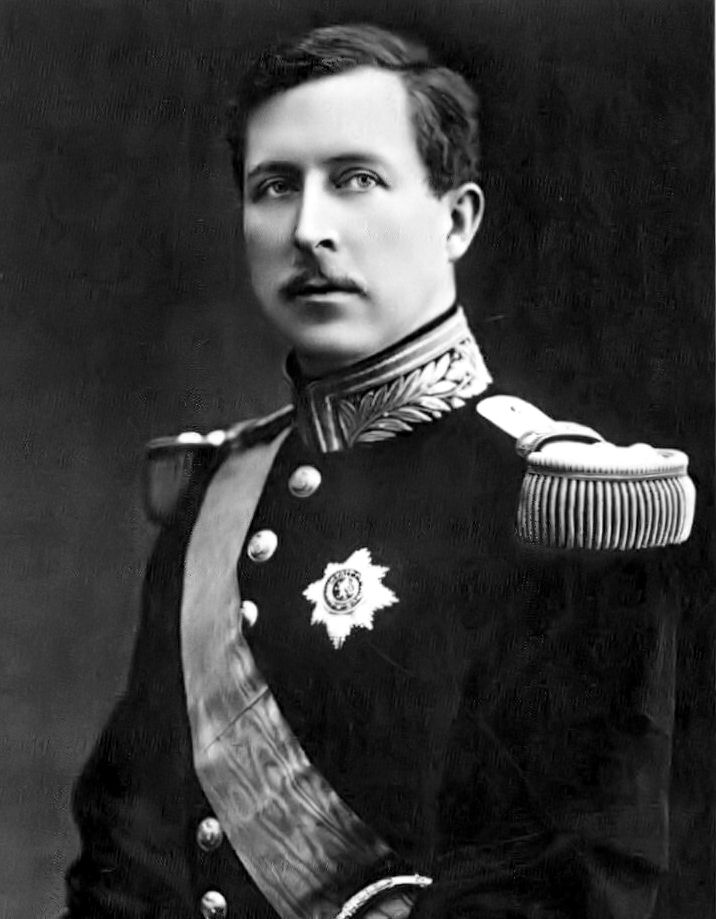
Representación de Alberto I, rey de los belgas; Albert se convirtió en rey en 1909 y comandó al ejército belga durante la Primera Guerra Mundial

Bajo el Plan XVII, el ejército francés en tiempos de paz formaba con cinco ejércitos de campaña, con un grupo de divisiones de reserva unidas a cada ejército y un grupo de divisiones de reserva en cada flanco; una fuerza militar de cerca de  2 000 000 de hombres.Los ejércitos debían concentrarse frente a la frontera alemana alrededor de Épinal, Nancy y Verdun-Mezières con un ejército en reserva alrededor de Ste. Ménéhould y commercy. Desde 1871, el edificio del ferrocarril había dado al Estado Mayor de Francia dieciséis líneas a la frontera alemana, frente a las trece disponibles para el ejército alemán y los franceses podían permitirse esperar hasta que las intenciones alemanas fueran claras. El despliegue francés estaba destinado a estar listo para una ofensiva alemana en Lorena o a través de Bélgica. Se anticipó que los alemanes utilizarían tropas de reserva, pero también esperaban que un gran ejército alemán se movilizara en la frontera con Rusia, dejando al ejército occidental con tropas suficientes para avanzar a través de Bélgica al sur de los ríos Mosa y Sambre. La inteligencia francesa había obtenido un ejercicio en un de mapa de 1905 del estado mayor alemán, en el que las tropas alemanas no habían ido más al norte que Namur y asumieron que los planes para asediar los fuertes belgas eran una medida defensiva contra el ejército belga.
Se anticipó un ataque alemán desde el sureste de Bélgica hacia Mézières y una posible ofensiva desde Lorena hacia Verdún, Nancy y St. Dié; el plan era una evolución del Plan XVI y preveía más la posibilidad de una ofensiva alemana desde el norte a través de Bélgica. Los ejércitos Primero, Segundo y Tercero debían concentrarse entre Épinal y Verdún frente a Alsacia y Lorena, el Quinto Ejército se reuniría de Montmédy a Sedan y Mézières y el Cuarto Ejército se retendría al oeste de Verdún, listo para moverse hacia el este para atacar el flanco sur de una invasión alemana a través de Bélgica o hacia el sur contra el flanco norte de un ataque a través de Lorena. No se hicieron provisiones formales para operaciones combinadas con la Fuerza Expedicionaria Británica.(BEF) pero se hicieron arreglos conjuntos y, en 1911, durante la Segunda Crisis de Marruecos , a los franceses se les dijo que se podía esperar que seis divisiones británicas operaran alrededor de Maubeuge.

## Estallido de la guerra

### Diplomacia, junio-agosto de 1914

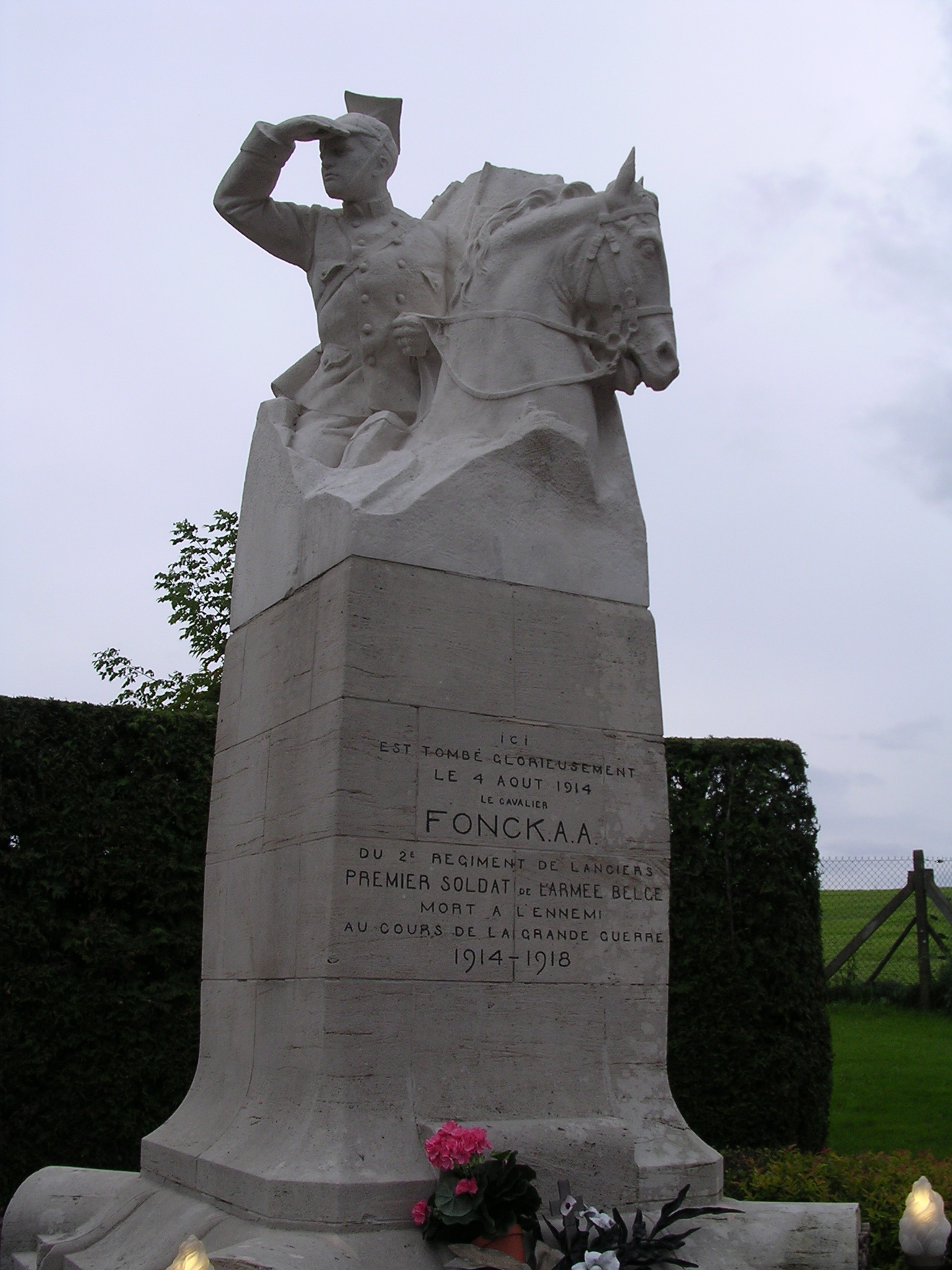
Monumento a Antoine-Adolphe Fonck, un soldado de la 2.ª de Lanceros, asesinado el 4 de agosto, que fue la primera víctima belga de la guerra

El 28 de junio fue asesinado el archiduque austriaco Franz Ferdinand y el 5 de julio el Kaiser prometió el pleno apoyo de Alemania si Austria-Hungría tomaba medidas contra Serbia. El 23 de julio, el gobierno austrohúngaro envió un ultimátum a Serbia y al día siguiente, el ministro de Relaciones Exteriores británico, sir Edward Grey, propuso una conferencia para evitar una guerra y el gobierno belga emitió una declaración de que Bélgica defendería su neutralidad "cualesquiera sean las consecuencias". El 25 de julio, el Gobierno serbio ordenó la movilización y el 26 de julio, el Gobierno austrohúngaro ordenó una movilización parcial contra Serbia. Los gobiernos francés e italiano aceptaron las propuestas británicas para una conferencia el 27 de julio, pero al día siguiente Austria-Hungría declaró la guerra a Serbia y el gobierno alemán rechazó la propuesta británica para una conferencia y el 29 de julio el gobierno ruso ordenó otra movilización parcial contra Austria-Hungría. Como hostilidades comenzaron entre Austria-Hungría y Serbia. El gobierno alemán hizo propuestas para asegurar la neutralidad británica; el Almirantazgo envió un telegrama de advertencia a las flotas y la Oficina de Guerra ordenó un período de precaución. El 30 de julio, el gobierno británico rechazó las propuestas alemanas de neutralidad británica y al día siguiente los gobiernos austro-húngaro y ruso ordenaron la movilización total.
En la medianoche del 31 de julio al 1 de agosto, el gobierno alemán envió un ultimátum a Rusia y anunció un estado de Kriegsgefahr durante el día. El gobierno turco ordenó la movilización y la Bolsa de Londres cerró. El 1 de agosto, el gobierno británico ordenó la movilización de la Armada, el gobierno alemán ordenó la movilización general y declaró la guerra a Rusia. Las hostilidades comenzaron en la frontera polaca, el gobierno francés ordenó la movilización general y al día siguiente el gobierno alemán envió un ultimátum a Bélgica exigiendo el paso a través del territorio belga, mientras las tropas alemanas cruzaban la frontera de Luxemburgo. Las operaciones militares comenzaron en la frontera francesa, Libau fue bombardeada por un crucero alemán SMS Augsburg y el gobierno británico garantizó la protección naval para las costas francesas. El 3 de agosto, el gobierno belga rechazó las demandas alemanas y el gobierno británico garantizó el apoyo militar a Bélgica en caso de que el ejército alemán la invadiera. Alemania declaró la guerra a Francia, el gobierno británico ordenó la movilización general e Italia declaró la neutralidad. El 4 de agosto, el gobierno británico envió un ultimátum a Alemania y declaró la guerra a Alemania a la medianoche del 4 al 5 de agosto, hora de Europa Central. Bélgica rompió relaciones diplomáticas con Alemania y Alemania declaró la guerra a Bélgica. Las tropas alemanas cruzaron la frontera belga y atacaron Lieja.

## Batallas

### Batalla de Lieja, 4-16 de agosto

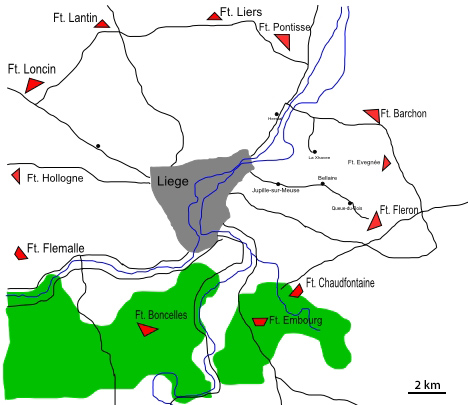
Posición fortificada de Lieja

La batalla de Lieja fue el primer combate de la invasión alemana de Bélgica y la primera batalla de la Primera Guerra Mundial. El ataque a la ciudad comenzó el 5 de agosto y duró hasta el 16 del mismo mes, cuando se rindió el último fuerte. La invasión alemana llevó a los británicos a declarar la guerra y la duración del asedio pudo haber retrasado la invasión alemana de Francia entre 4 y 5 días. Los ferrocarriles que necesitaban los ejércitos alemanes en el este de Bélgica se cerraron durante la primera parte del asedio y, en la mañana del 17 de agosto, los ejércitos alemán 1.º, 2.º y 3.º pudieron reanudar su avance hacia la frontera francesa, aunque solo aparecieron tropas alemanas ante Namur el 20 de agosto. El ejército de campaña belga se retiró de Gete hacia Amberes del 18 al 20 de agosto y Bruselas fue capturada sin oposición el 20 de agosto. El sitio de Lieja había durado once días, en lugar de los dos días previstos por los alemanes.
Las operaciones militares belgas en el este del país habían retrasado los planes alemanes que, según algunos escritores, habían sido ventajosos para las fuerzas franco-británicas en el norte de Francia y en Bélgica. Wolfgang Förster escribió que el calendario de despliegue alemán había requerido que sus ejércitos alcanzaran una línea de Thionville a Sedan y Mons antes del día 22 de movilización, es decir, el 23 de agosto, que se logró antes de lo programado. En el Bulletin Belge des Sciences Militaires se reclamó una demora de cuatro días. John Buchan escribió que "El triunfo fue moral: un anuncio al mundo de que las antiguas religiones de «país» y «deber» todavía podían atormentar el brazo para la batalla y que el ídolo alemán, a pesar de todo su esplendor, tenía pies de barro". En 2007, Foley consideró que la neutralización de las defensas belgas en Lieja era suficiente para permitir que el ala derecha alemana se abriera paso, un pequeño golpe en la carretera para los alemanes, que se habían movilizado en dos semanas y estaban listos para invadir Francia el 20 de agosto.

### Batalla de Halen, 12 de agosto de 1914
La batalla de Haelen fue librada por la caballería montada y a pie y otras fuerzas, el 12 de agosto de 1914, entre las fuerzas alemanas, lideradas por Georg von der Marwitz y las fuerzas belgas, lideradas por Léon de Witte. Para bloquear un posible avance alemán hacia Hasselt y Diest, la División de Caballería comandada por el teniente general Léon de Witte, fue enviada para proteger el puente sobre el río Gete en Haelen. Durante una reunión vespertina, el consejo del general belga ordenó a De Witte que luchara contra una acción a pie en un intento de anular la ventaja numérica alemana. A partir de los mensajes de comunicación interceptados, el cuartel general belga descubrió que los alemanes se dirigían con fuerza hacia De Witte y enviaron a la 4.ª Brigada de Infantería para reforzar la División de Caballería. La batalla comenzó alrededor de las 8:00 a. m. cuando un grupo de exploradores alemanes que avanzaba desde Herk-de-Stad fue atacado con disparos de armas de pequeño calibre por tropas belgas. Unos 200 soldados belgas intentaron establecer una posición fortificada en la antigua fábrica de cerveza en Haelen, pero fueron expulsados del edificio cuando los alemanes trajeron artillería de campo.

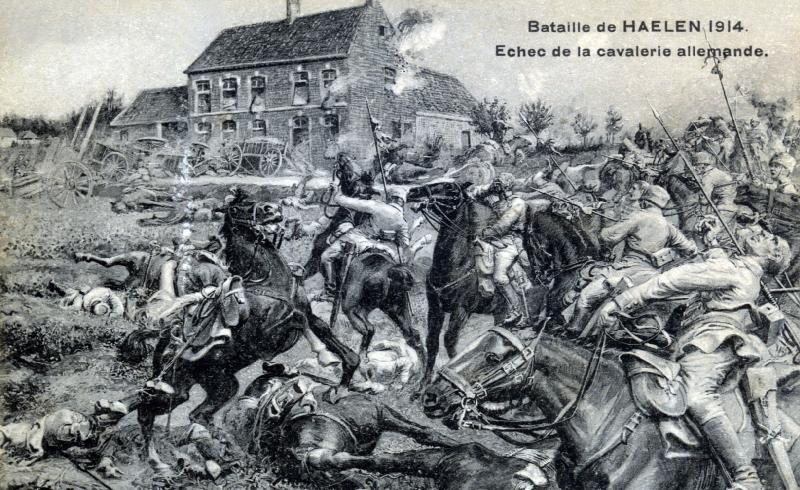
Representación belga contemporánea de la batalla de Halen

Los ingenieros belgas habían volado el puente sobre el Gete, pero la estructura solo se derrumbó parcialmente lo que dejó a los alemanes la oportunidad de enviar alrededor de 1000 soldados al centro de Haelen. La principal línea de defensa belga estaba al oeste de Haelen, en un terreno que los alemanes pasaron por alto parcialmente. La captura relativamente fácil de Haelen hizo que los alemanes confiaran y e hicieran varios intentos mal concebidos de capturar la posición belga con ataques de sable y lanza. Hacia el final del día los alemanes se vieron obligados a retirarse hacia sus columnas principales al este de Haelen. La batalla fue una victoria para el ejército belga, pero fue estratégicamente indecisa. Los alemanes asaltaron las ciudades fortificadas de Namur, Lieja y Amberes, que habían formado la base del sistema defensivo belga y que pretendían retrasar al invasor hasta que pudieran intervenir las tropas extranjeras. Los alemanes sufrieron bajas de 150 muertos, 600 heridos, 200-300 prisioneros y cerca de  400 caballos confiscados. Las bajas belgas fueron 160 muertos y 320 heridos.

### Asedio de Namur, 20-24 de agosto

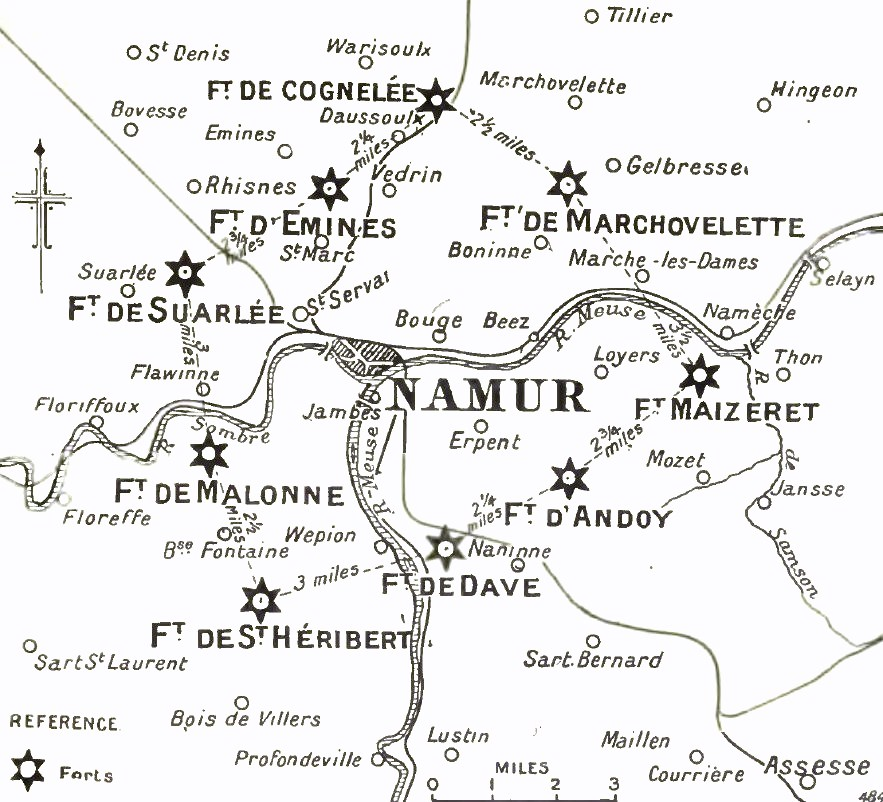
Fortificaciones de Namur, 1914

Namur fue defendido por un anillo de fortalezas modernas, conocida como la «Posición Fortificada de Namur» y custodiada por la 4.ª División belga. Cuando comenzó el sitio el 20 de agosto, los alemanes cambiaron las tácticas usadas en Lieja, esperando hasta que el tren de sitio llegara de Lieja y bombardearan los fuertes antes de atacar con infantería. Las tropas francesas enviadas para aliviar la ciudad fueron derrotadas en la batalla de Charleroi y solo unos pocos lograron participar en la lucha por Namur. Los fuertes fueron destruidos en el bombardeo, gran parte de la 4.ª División belga se retiró al sur y las tropas de la fortaleza belga se vieron obligadas a rendirse el 24 de agosto. Las tropas de la fortaleza belga contuvieron el avance alemán durante varios días más de lo que los alemanes habían previsto, lo que permitió a Bélgica y Francia más tiempo para movilizarse. El ejército belga tenía cerca de 15 000 bajas de las cuales casi  10 000 eran de la 4.ª División, que fue trasladada a Le Havre y luego por mar a Ostende el 27 de agosto, desde donde se unió nuevamente al ejército de campaña en Amberes.  Los autores de Der Weltkrieg, «la Historia Oficial Alemana», registraron la toma de 6700 prisioneros belgas y franceses, la captura de doce cañones de campaña y una pérdida de 900 bajas alemanas , de las cuales cerca de 300 fueron asesinados.

### Batallas de Charleroi y Mons, 21-23 de agosto

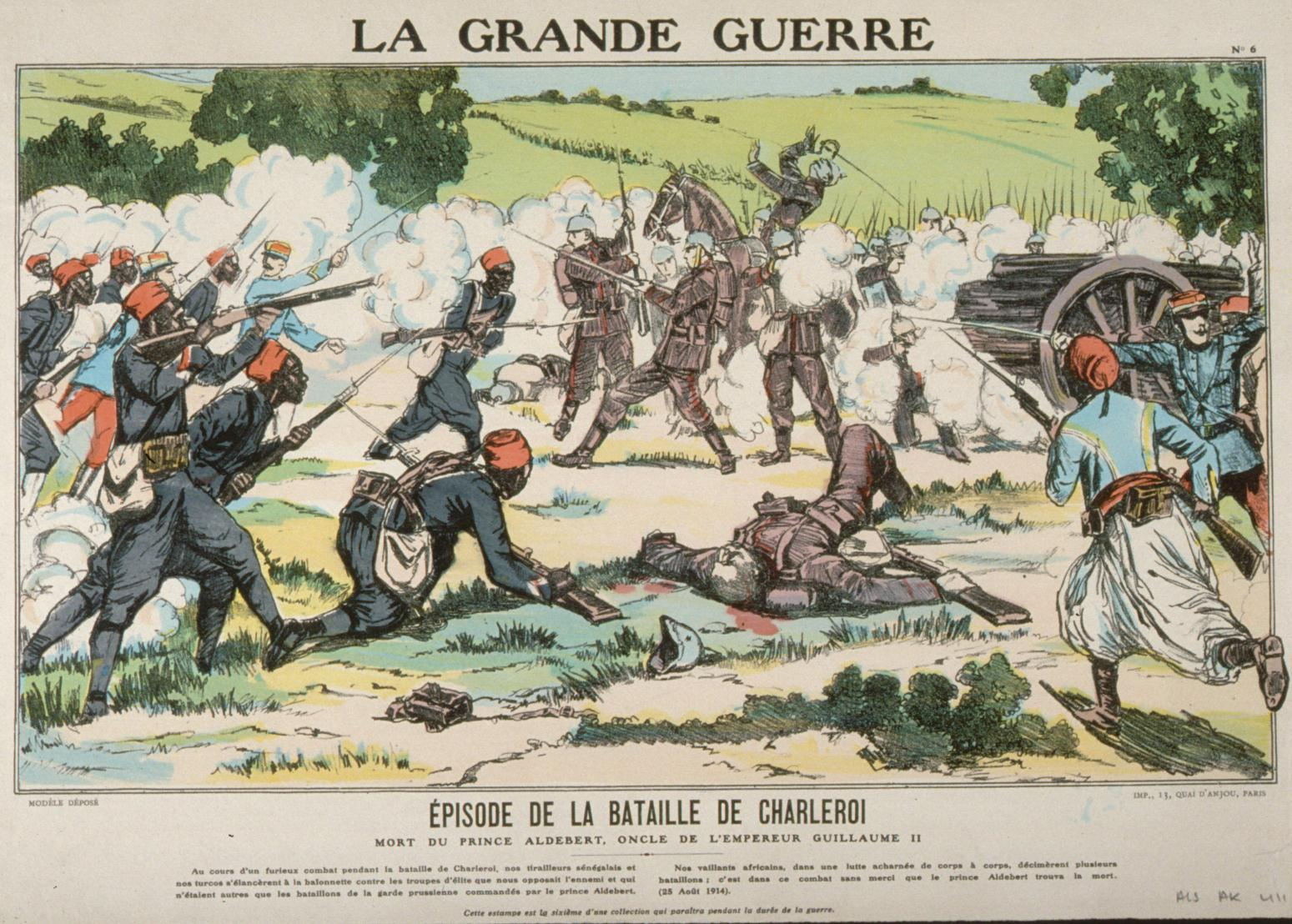
Representación francesa de las tropas coloniales en acción en la batalla de Charleroi

La batalla de Charleroi se libró el 21 de agosto de 1914 entre las fuerzas francesas y alemanas y formó parte de la batalla de las fronteras. Los franceses estaban planeando un ataque a través del río Sambre, cuando los alemanes atacaron y el 5.º ejército francés se vio obligado a retirarse, lo que impidió que el ejército alemán envolviera y destruyera a los franceses. Después de otra acción defensiva en la  Batalla de San Quintín, los franceses fueron empujados a varias millas de París. Los británicos intentaron mantener la línea del Canal Mons-Condé en el flanco izquierdo del 5.º ejército francés contra el 1.º Ejército alemán e infligieron bajas desproporcionadas antes de retirarse cuando algunas unidades fueron invadidas y el Quinto Ejército francés se retiró del flanco derecho lo que dejó secuelas cara a la batalla más al este en Charleroi. Ambos bandos tuvieron éxito táctico en Mons, los británicos aguantaron a los alemanes durante 48 horas lo impidió que el 5.º ejército francés fuera flanqueado por lo que luego pudo retirarse en buen estado. Para los alemanes, la batalla había sido una derrota táctica y un éxito estratégico. El Primer Ejército se retrasó y sufrió muchas bajas, pero forzó el cruce del Canal Mons-Condé y comenzó a avanzar hacia Francia.

### Asedio de Amberes, 28 de septiembre - 10 de octubre

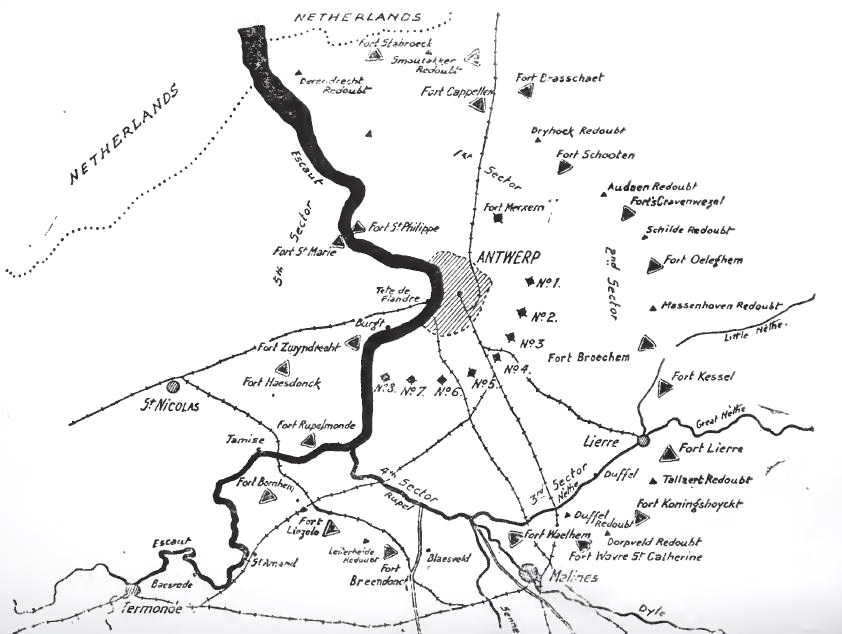
Defensas de Amberes, 1914

En la ciudad fortificada de Amberes, las tropas alemanas sitiaron una guarnición de tropas de la fortaleza belga, el ejército de campaña belga y la Real División Naval británica. La ciudad estaba rodeada de fuertes, conocidos como el  Reducto Nacional y fue embestido al sur y al este por las fuerzas alemanas, que comenzaron con un bombardeo de las fortificaciones belgas con artillería pesada y superpesada el 28 de septiembre. La guarnición belga no tenía esperanzas de victoria sin ayudas y, a pesar de la llegada de la División Naval Real a partir del 3 de octubre, los alemanes penetraron en el anillo exterior de las fortalezas. El avance alemán comenzó a comprimir un corredor desde el oeste de la ciudad a lo largo de la frontera holandesa hasta la costa. Los belgas en Amberes habían usado la franja para mantener el contacto con el resto de la Bélgica  no ocupada y el ejército de campo belga comenzó una retirada hacia el oeste, hacia la costa.
El 9 de octubre la guarnición restante se rindió, los alemanes ocuparon la ciudad y algunas tropas británicas y belgas escaparon al norte de los Países Bajos, donde fueron internados durante la duración de la guerra. Una gran cantidad de municiones y muchas de las 2500 armas de fuego de Amberes fueron capturadas intactas por los alemanes. Cerca de  80 000 hombres sobrevivientes del ejército de campaña belga escaparon hacia el oeste, con la mayor parte de la División Naval Real. Las bajas británicas fueron 57 muertos, 138 heridos, 1479 internados y 936 tomados prisioneros. Las operaciones para salvar a Amberes fracasaron pero detuvieron a las tropas alemanas cuando fueron necesarias para las operaciones contra Ypres y la costa. Ostende y Zeebrugge fueron capturados por los alemanes sin oposición, las tropas de Amberes avanzaron a posiciones a lo largo del río Yser y lucharon en la batalla de Yser, lo que frustró el intento final alemán de girar el flanco norte aliado.

### Operaciones periféricas, agosto-octubre

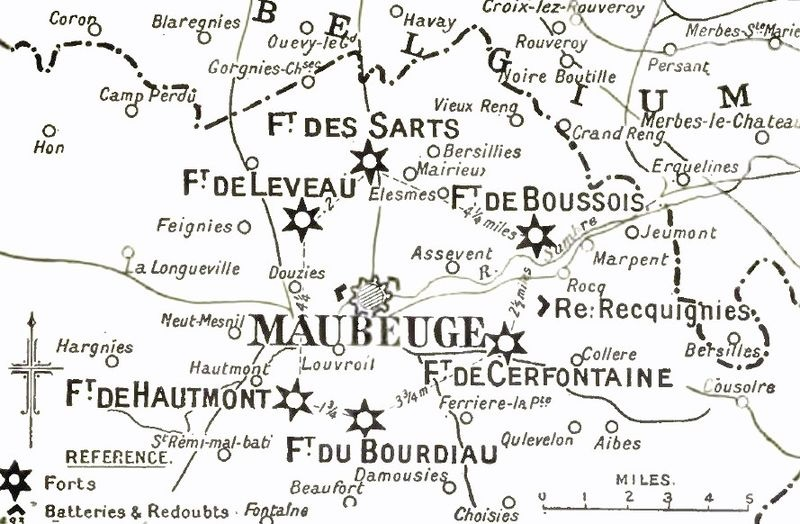
Zona de la fortaleza de Maubeuge, 1914

La resistencia belga y el miedo alemán a los francotiradores llevaron a los alemanes a implementar una política de schrecklichkeit o aterrorizamiento contra civiles belgas poco después de la invasión, en la que se produjeron masacres, ejecuciones, toma de rehenes y la quema de ciudades y pueblos como la Violación de Bélgica. Después de la Batalla de Sambre, el Quinto Ejército francés y la BEF se retiraron y el 25 de agosto se ordenó al General Fournier que defendiera la fortaleza, que fue rodeada el 27 de agosto por el VII Cuerpo de Reserva y que tenía dos divisiones; finalmente recibió parte de la artillería super-pesada alemana, traída de los asedios en Bélgica. Maubeuge fue defendido por catorce fuertes, con una guarnición de 30 000 franceses territoriales y cerca de 10 000 rezagados franceses, británicos y belgas bloquearon la principal línea ferroviaria Colonia-París. Solo la línea desde Trier a Lieja, Bruselas, Valenciennes y Cambrai estaba abierta y tenía que llevar suministros hacia el sur para los ejércitos en Aisne y transportar tropas del 6.º Ejército hacia el norte.
El 29 de agosto los alemanes comenzaron un bombardeo de los fuertes alrededor de Maubeuge. El 5 de septiembre cuatro de los fuertes fueron atacados por la infantería alemana sufrieron la apertura de una brecha en las defensas. El 7 de septiembre la guarnición se rindió. Los alemanes tomaron 40 000 prisioneros y capturaron 377 armas diversas.  Después de la captura de Maubeuge, la línea de Colonia-París tuvo un uso limitado entre Diedenhofen y Luxemburgo, hasta que se reparó el puente en Namur. La Batalla del Marne comenzó cuando los fuertes de Maubeuge fueron asaltados y durante la Batalla del Aisne una de las divisiones del VII Cuerpo de Reserva llegó a tiempo para unirse al 7.º Ejército alemán, que cerró una brecha peligrosa en la línea alemana. Mientras que la BEF y los ejércitos franceses llevaron a cabo la Gran retirada a Francia entre el 24 de agosto y el 28 de septiembre, pequeños destacamentos de los ejércitos belga, francés y británico llevaron a cabo operaciones contra la caballería alemana y la Jäger.

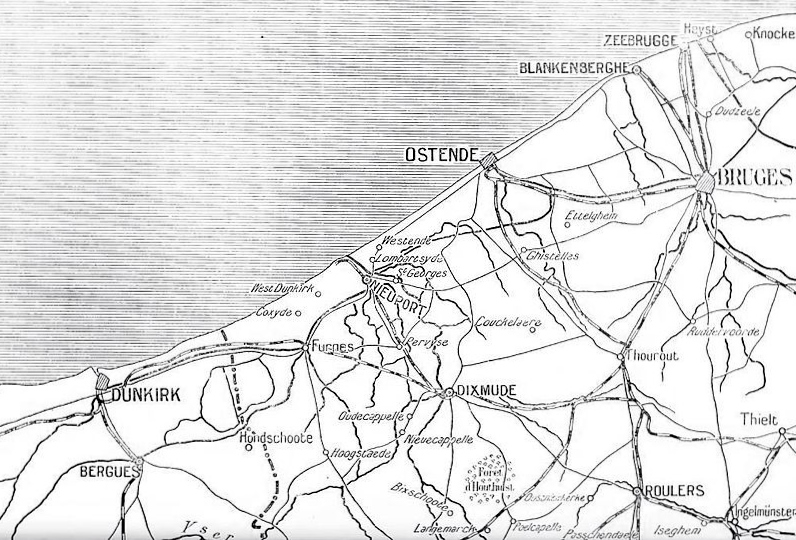
Litoral franco-belga, 1914

El 27 de agosto, un escuadrón del Real Servicio Aéreo Naval (RNAS) había volado hacia Ostende para hacer salidas de reconocimiento aéreo entre Brujas, Gante e Ypres. Los marines británicos desembarcaron en Dunkerque la noche del 19 al 20 de septiembre y el 28 de septiembre un batallón ocupó Lille. El resto de la brigada ocupó  Cassel el 30 de septiembre y exploró el país en automóviles. Se creó una «Sección de Vehículos Blindados» RNAS, carenando los vehículos con acero a prueba de balas. El 2 de octubre, la Brigada de Infantería de Marina fue trasladada a Amberes, seguida por el resto de la División Naval el 6 de octubre después de haber aterrizado en Dunkerque la noche del 4 al 5 de octubre. Del 6 al 7 de octubre,La 7.ª División y la 3.ª División de Caballería aterrizaron en Zeebrugge. Las fuerzas navales reunidas en Dover se formaron en una unidad separada, que se convirtió en la Patrulla de Dover, para operar en el Canal y en la costa franco-belga.

### Frente oriental (septiembre-octubre)

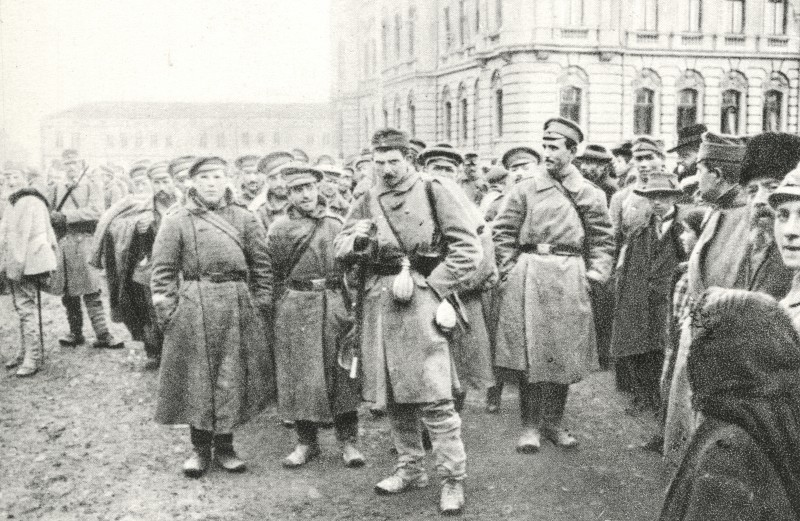
Prisioneros de guerra rusos, fotografiados en diciembre de 1914

El 3 de septiembre, Lemberg fue capturado por el ejército ruso y la batalla de Rawa (Batalla de Tarnavka del 7 al 9 de septiembre) comenzó en Galicia. La primera Batalla de los Lagos Masurianos tuvo lugar entre el 7 y el 14 de septiembre; el 8 de septiembre el ejército austrohúngaro comenzó la Segunda Invasión de Serbia, lo que llevó a la batalla de Drina, desde el 6 de septiembre hasta el 4 de octubre. También comenzó la segunda batalla de Lemberg (8-11 de septiembre) y el 11 de septiembre, se retiraron las fuerzas austriacas en Galicia. La batalla de los lagos de Masuria terminó el 15 de septiembre y Czernowitz en Bukovina fue tomada por el ejército ruso. El 17 de septiembre, las fuerzas serbias en Siria se retiraron y Semlin fue evacuada cuando terminó la batalla de Drina. Al día siguiente, el general Paul von Hindenburg fue nombrado Oberbefehlshaber der gesamten Deutschen Streitkräfte im Osten, o bien Ober Ost,Oberbefehlshaber der gesamten Deutschen Streitkräfte im Osten , en alemán «Comando Supremo de todas las Fuerzas Alemanas en el Este».

### Carrera hacia el mar, 17 de septiembre - 19 de octubre

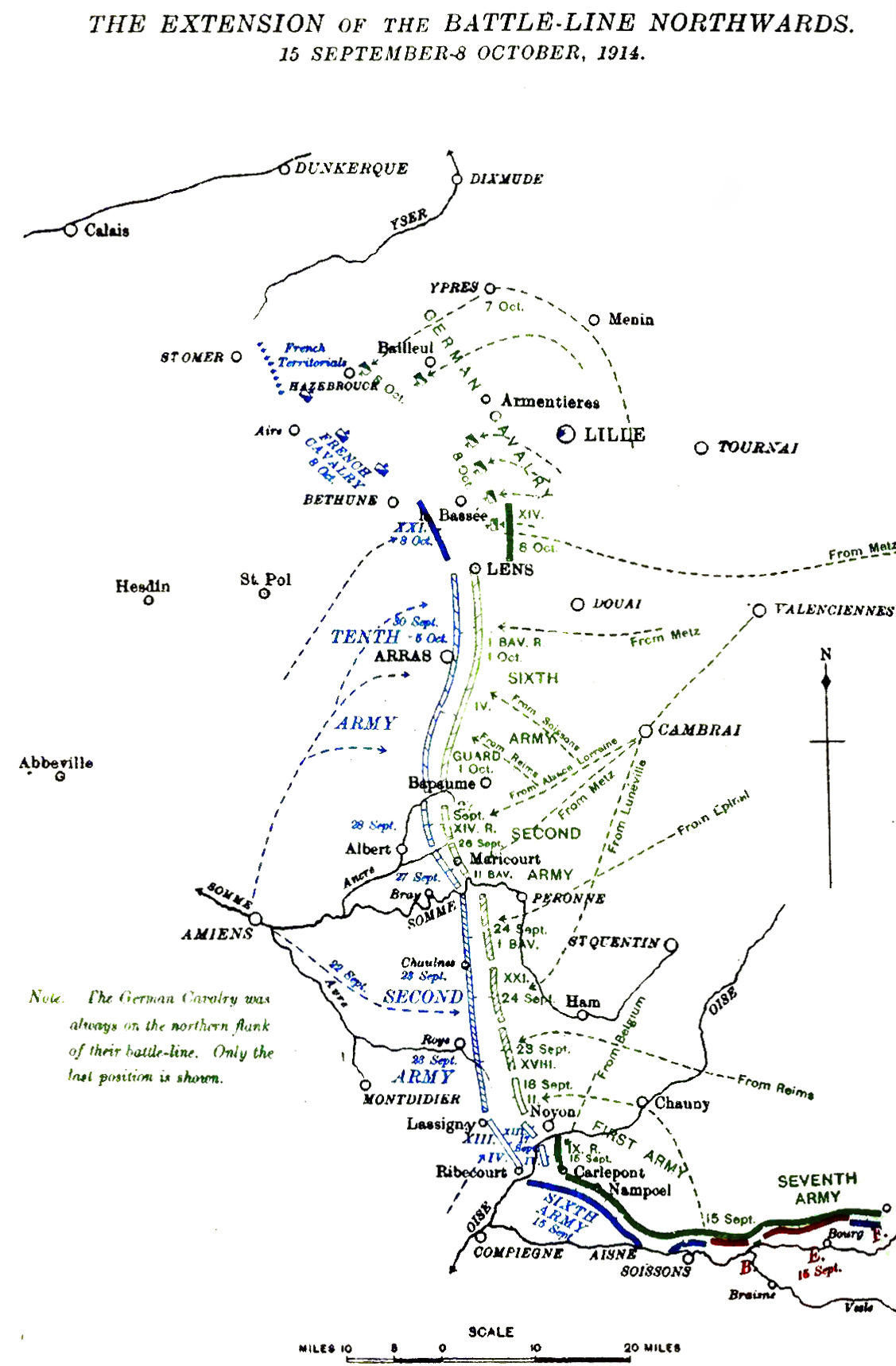
Movimientos de flanqueo franco-alemanes, 15 de septiembre - 8 de octubre de 1914

La Carrera hacia el mar tuvo lugar entre el 17 de septiembre y el 19 de octubre de 1914 después de las Batallas de las fronteras, que  duró desde el 7 de agosto al 13 de septiembre, y el avance alemán en Francia que se había detenido en la Primera batalla del Marne (5 de mayo a 12 de septiembre) y fue seguida por la Primera Batalla de Aisne (13 de septiembre - 28 de septiembre), una contraofensiva franco-británica. En 1929, el quinto volumen de Der Weltkrieg,la Historia Oficial Alemana, describía el progreso de los intentos de franqueamiento alemán, sin etiquetarlos. En 2001, Strachan utilizó del 15 de septiembre al 17 de octubre. En 2003 Clayton dio fechas de 17 de septiembre - 7 de octubre. En 2005, Doughty utilizó el período del 17 de septiembre al 17 de octubre y Foley del 17 de septiembre al período del 10 al 21 de octubre. En 2010, Sheldon colocó el comienzo de la carrera "erróneamente nombrada" desde el final de la Batalla de Marne hasta el comienzo de la Batalla de Yser. El término describe los intentos recíprocos de los ejércitos franco-británicos y alemanes para envolver el flanco norte del ejército contrario a través de Picardía, Artois y Flandes, en lugar de un intento de avanzar en dirección al norte hasta el mar. Las tropas se movieron de la frontera franco-alemana por ambos lados, al flanco occidental para evitar los movimientos de flanqueo opuestos y después rebasar al oponente. En las batallas de Picardía y Albert a fines de septiembre, los Ejércitos 2.º francés y 6.º alemán lucharon en los encuentros desde el norte de Oise hasta el Somme, pero ninguno de los dos pudo envolver el flanco norte del oponente.
Los ejércitos francés y alemán fueron desplazados desde el este para otros intentos de desplazamiento hacia el norte y la BEF realizó un movimiento camuflado desde el frente de Aisne la noche del 1 de octubre, sin movimiento durante el día, que con clima lluvioso no aterrizaron los alemanes en avión. Los días 8 y 9 de octubre, la BEF comenzó a reunirse alrededor de Abbeville, lista para comenzar una ofensiva alrededor del flanco norte alemán, hacia las tropas belgas y aliadas en Flandes. Los esfuerzos franceses y alemanes por rebasarse mutuamente se frustraron durante la  batalla de Arras a principios de octubre y las batallas de las  La Basée,  Armentières y  Messines. La "carrera" terminó en el mar del Norte, en la costa de Bélgica, alrededor del 19 de octubre, cuando las últimas zonas abiertas de Dixmude al Mar del Norte fueron ocupadas por tropas belgas, que habían sido retiradas del sitio de Amberes (28 de septiembre - 10 de octubre). Los británicos mantuvieron una línea de La Bassée a Passchendaele, los franceses de Passchendaele a Dixmude y el ejército belga de Dixmude a Nieuwpoort. Los intentos de flanqueo dieron como resultado varias batallas, pero ninguna de las partes pudo obtener una victoria decisiva.

### Batalla de Yser, 16 de octubre - 2 de noviembre

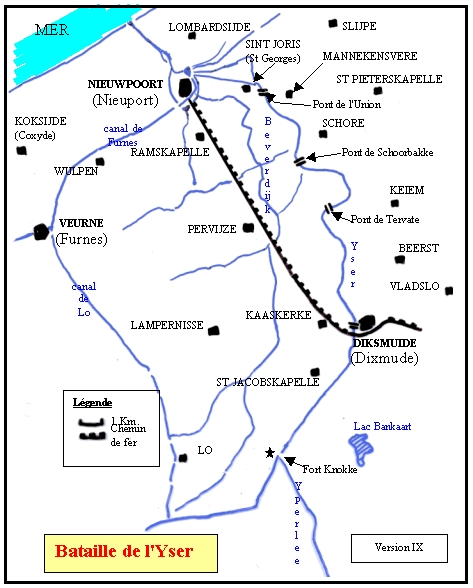
Frente de Yser, 1914

La batalla de Yser tuvo lugar en octubre de 1914 a lo largo de un tramo de 35 kilómetros (22 millas) del río Yser y el canal Yperlee en Bélgica. El 15 de octubre cerca de  50 000 soldados belgas terminaron su retirada de Amberes y tomaron el puesto entre Nieuwpoort y los Fusiliers Marins franceses en Dixmude, que marcó el final de la "Carrera hacia el mar". Ambos bandos realizaron ofensivas y cuando los ataques del Décimo Ejército y de la BEF a Lille fueron derrotados a principios de octubre, se enviaron más tropas francesas al norte y se formó el Détachement d'Armée de Belgique —Destacamento del Ejército de Bélgica— bajo el mando del general Víctor d'Urbal. Falkenhayn formó un nuevo 4.º Ejército del III Cuerpo de Reserva, disponible desde la caída de Amberes y cuatro nuevos cuerpos de reserva que se habían creado en Alemania en agosto y carecían de entrenamiento, armas, equipo y liderazgo. La ofensiva del Cuarto Ejército a lo largo de la costa hasta St. Omer, comenzó con operaciones contra los belgas, para expulsarlos del Yser.
El 16 de octubre, el rey Alberto ordenó que los soldados que se retiraban fueran fusilados y los oficiales que eludían el combate serían sometidos a una corte marcial. El ejército belga estaba agotado, el agua estaba tan cerca de la superficie terrestre que las trincheras solo podían excavarse a 1-2 pies (0.30-0.61 m) de profundidad y la artillería de campo carecía de municiones y tenía armas deterioradas. Una ofensiva alemana comenzó el 18 de octubre y para el 22 de octubre se había establecido en Yser en Tervaete. A fines del 23 de octubre, los belgas habían sido expulsados de la orilla del río y al día siguiente los alemanes tenían una cabeza de puente de 5 kilómetros (3,1 millas) de ancho. La 42.ª División francesa se usó para reforzar a los belgas que se habían replegado a un terraplén ferroviario desde Dixmude a Nieuwpoort, que estaba a 3.3-6.6 pies (1-2 m) sobre el nivel del mar. Para el 26 de octubre, la posición del ejército belga se había deteriorado hasta el punto de que se preveía otra retirada. El rey Alberto rechazó la retirada y al día siguiente se abrieron las compuertas en Nieuwpoort para comenzar la inundación de la llanura costera. El 30 de octubre un grupo de ataque alemán cruzó el terraplén en Ramscappelle, pero fue rechazado durante un contraataque el 31 de octubre y el 2 de noviembre Dixmude fue capturado.

### Primera batalla de Ypres, 19 de octubre - 22 de noviembre

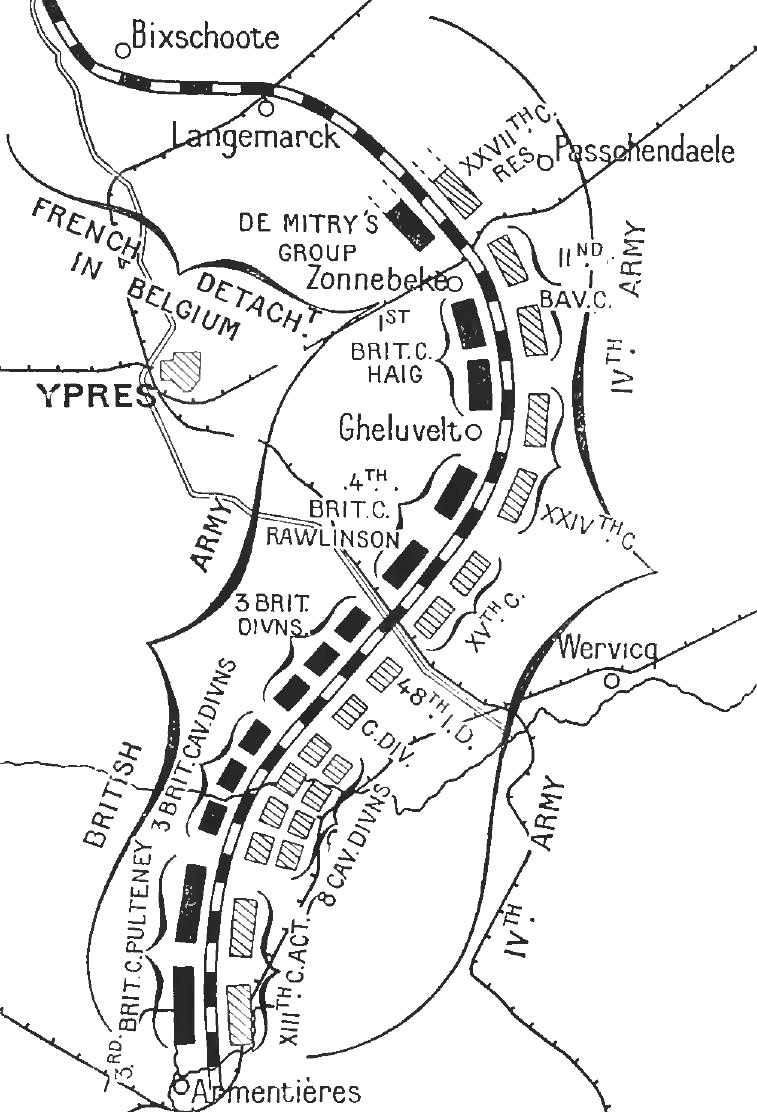
Fuerzas opositoras en Ypres, octubre de 1914

La Primera Batalla de Ypres, parte de la Primera Batalla de Flandes comenzó el 19 de octubre con los ataques de los ejércitos 6.º y 4.º de Alemania al mismo tiempo que el BEF atacó a Menin y Roulers. El 21 de octubre, los ataques de los cuerpos de reserva del 4.º Ejército fueron rechazados en una dura batalla y los ataques del 23 al 24 de octubre en Alemania fueron dirigidos al norte, en Yser por el 4.º Ejército y al sur por el 6.º Ejército. Los ataques franceses del nuevo Octavo Ejército se realizaron contra Roulers y Thourout, que desviaron a las tropas alemanas de las posiciones británicas y belgas. Se planeó un nuevo ataque alemán en el que los ejércitos 4.º y 6.º pondrían a las tropas aliadas en una nueva formación, Armeegruppe von Fabeck con seis nuevas divisiones y más de 250 unidades pesadas tomaron el límite de los dos ejércitos alemanes, para atacar al noroeste entre Messines y Gheluvelt. El 1.º Cuerpo británico estuvo escudriñando por un lado y otro en la carretera de Menin, con la caballería británica desmontada más al sur. Los ataques alemanes tomaron fuerza en la carretera Menin el 29 de octubre y al día siguiente hicieron retroceder a la caballería británica, desde Zandvoorde y Hollebeke hasta una línea a 3 kilómetros (1,9 millas) de Ypres. Tres batallones franceses liberados del frente de Yser, por la inundación del terreno alrededor del Yser, fueron enviados al sur y el 31 de octubre la defensa británica de Gheluvelt comenzó a colapsar hasta que un batallón contraatacó y expulsó a las tropas alemanas del cruce.
Los ataques alemanes al sur de la carretera de Menin tomaron áreas pequeñas, pero la cresta de Messines se había consolidado por la guarnición británica y no fue capturada. Para el 1 de noviembre, el BEF estaba cerca del agotamiento y 75 de los 84 batallones de infantería tenían menos de 300 hombres; un tercio de lo que  tenía en su establecimiento. El XIV Cuerpo francés se movió hacia el norte desde el Décimo Ejército y el IX Cuerpo francés atacó hacia el sur hacia Becelaere, lo que alivió la presión en ambos flancos británicos. Los ataques alemanes comenzaron a disminuir el 3 de noviembre, cuando Armeegruppe von Fabeck había teniido 17 250 bajas.Se planificó una ofensiva francesa para el 6 de noviembre contra Langemarck y Messines, para ampliar la salida de Ypres, pero los ataques alemanes comenzaron nuevamente el 5 de noviembre en la misma zona hasta el 8 de noviembre, y luego nuevamente entre el 10 y el 11 de noviembre. El ataque principal del 10 de noviembre fue realizado por el 4.º Ejército entre Langemarck y Dixmude, en el que Dixmude se perdió por la guarnición franco-belga. Al día siguiente, hacia el sur, los británicos fueron sometidos a un bombardeo sin precedentes entre Messines y Polygon Wood y luego un ataque de la «Guardia Prusiana», que irrumpió en posiciones británicas a lo largo de la carretera Menin, antes de ser rechazado por contraataques. Desde mediados de octubre hasta principios de noviembre, el Cuarto Ejército alemán perdió 52 000 hombres y el Sexto Ejército tuvo 28 000 bajas.

## Consecuencias

### Análisis

Ocupación alemana de Bélgica, 1914-1916

Las estrategias ofensivas de Francia y Alemania habían fracasado hasta noviembre de 1914, dejando la mayor parte de Bélgica bajo la ocupación alemana y el bloqueo aliado. El  Gobierno general alemán de Bélgica o Kaiserliches Deutsches Generalgouvernement Belgien, fue establecido el 26 de agosto de 1914 bajo el mando del mariscal de campo Colmar Freiherr von der Goltz como gobernador militar. Goltz fue sucedido por el general Moritz von Bissing el 27 de noviembre de 1914. Poco después del nombramiento de Bissing, OHL dividió a Bélgica en tres zonas. La más grande de las zonas fue la Gobernación General de Bruselas y el interior, la segunda zona quedó bajo el 4.º Ejército e incluyó a Gante y Amberes y la tercera zona, bajo la  armada alemana, cubrían la costa belga. Las autoridades de ocupación alemanas gobernaron Bélgica bajo el sistema administrativo belga de antes de la guerra, supervisado por un pequeño grupo de oficiales belgas y, el resto, por oficiales alemanes.
Los alemanes habían usado Bélgica para invadir el norte de Francia, lo que había llevado a las derrotas franco-británicas de Charleroi y Mons, seguidas de una rápida retirada hacia Marne, donde fue derrotada la ofensiva alemana. Los intentos de ambos bandos para envolver el flanco norte del oponente habían llevado a los ejércitos principales al norte, donde los asedios y pequeñas operaciones habían sido conducidos por destacamentos de los ejércitos principales alemanes contra las tropas belgas, británicas y francesas. El asedio de Amberes terminó cuando se reanudaron las operaciones en la frontera occidental con las batallas de Yser e Ypres, que eran costosas e indecisas. Falkenhayn intentó obtener un éxito limitado, después del fracaso de la ofensiva de octubre y tuvo como objetivo capturar a Ypres y el monte Kemmel, pero incluso esto demostró estar más allá de la capacidad de los ejércitos 4.º y 6.º. El 10 de noviembre, Falkenhayn le dijo al Kaiser que no se podía esperar un gran éxito en el frente occidental. Las tropas alemanas estaban cansadas y quedaban pocas municiones de artillería pesada. Los Westheer recibió la orden de excavar y defender sus conquistas, mientras se recuperaba la situación en el Frente Oriental.

### Atrocidades

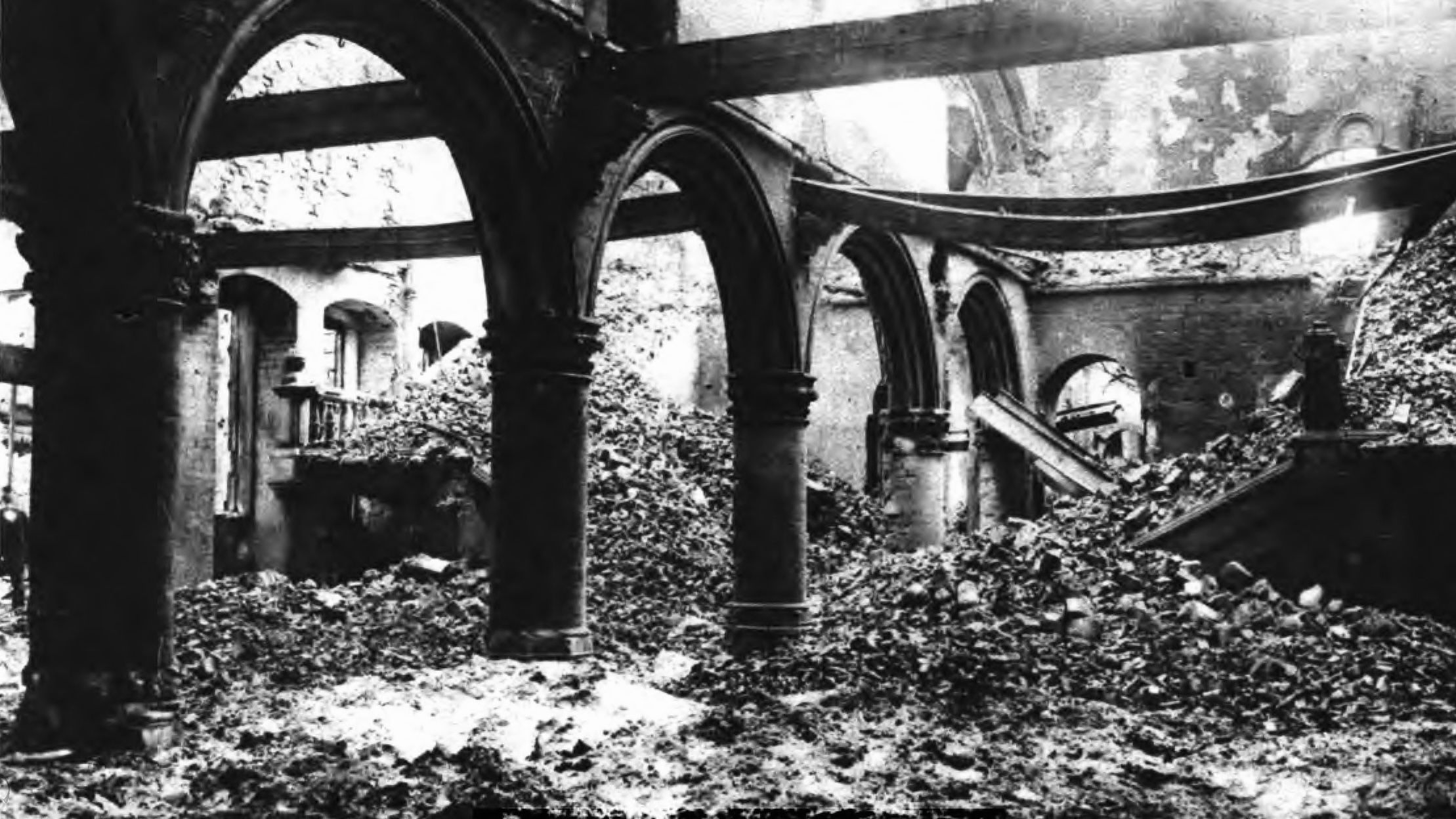
La biblioteca de la Universidad Católica de Lovaina, quemada por las fuerzas invasoras

Después de la derrota de las fuerzas imperiales de Napoleón III en la guerra franco-prusiana, cerca de  58 000 tropas irregulares conocidos como francotiradores fueron establecidos por los franceses del Gobierno de Defensa Nacional, en el que murieron cerca de 1000 tropas alemanas y desviadas casi 120 000 efectivos desde las operaciones de campo hasta la vigilancia de las líneas de comunicación. El estado de los países neutrales fue establecido por la «Quinta Convención» de la  Conferencia de la Paz de La Haya y firmado por Alemania. El gobierno belga no prohibió la resistencia, porque a los beligerantes no se les permitía mover tropas o suministros a través de territorio neutral; el artículo 5.º exigía a los neutrales que impidieran tales actos y el artículo 10.º siempre que la resistencia de un neutral no pudiera considerarse hostil. En la noche del 4 de agosto, en Hervé, estallaron los disparos y, unos días después, un periodista alemán escribió que solo diecinueve de las 500 casas seguían en pie. La velocidad que alegan los francotiradores, la guerra que llegó a Alemania llevó a sospechas de orquestación, ya que los periódicos informaron de atrocidades contra soldados alemanes el 5 de agosto; el 8 de agosto, las tropas que marchaban hacia la frontera germano-belga compraron periódicos con detalles espeluznantes de civiles belgas merodeando, acosando a las tropas alemanas, profanando cadáveres y envenenando pozos.
Para evitar retrasos y minimizar los destacamentos de guarniciones para proteger las líneas de comunicación, el ejército alemán recurrió a la schrecklichkeit —terror—, rápidamente para atemorizar a los civiles sumisos. En algunas ocasiones, las atrocidades fueron cometidas por tropas de primera línea en el calor del momento; otros crímenes fueron de sangre fría y tuvieron lugar días después de que terminaran los combates. Andenne, cerca de Namur, fue incendiada el 20 de agosto y una proclamación alemana afirmó que 110 personas habían sido fusiladas, mientras que una cuenta belga había denunciado 211 muertos. En Seilles, cincuenta personas murieron y en Tamines 384 civiles fueron fusilados. Los civiles holandeses escucharon disparos en la noche del 23 de agosto, desde Visé hasta la frontera y por la mañana 4000 refugiados cruzaron la frontera, describiendo los asesinatos y los secuestro de 700 hombres y niños para el trabajo forzado en Alemania. Se tomaron diez rehenes de todas las calles de Namur y en otros lugares, uno de cada casa. En Dinant, los franceses retrocedieron el 22 de agosto y volaron el puente. Las tropas alemanas que repararon el cruce fueron ostensiblemente obstruidas por civiles, lo que presuntamente fue presenciado por el General Max von Hausen, el comandante del 3.º Ejército. Cientos de rehenes fueron tomados y por la noche fueron alineados en la plaza del pueblo 612 hombres, mujeres y niños a los que asesinaron, después de lo cual el centro de la ciudad fue saqueado y quemado. Horne y Kramer calcularon que 670 civiles murieron en la ciudad.

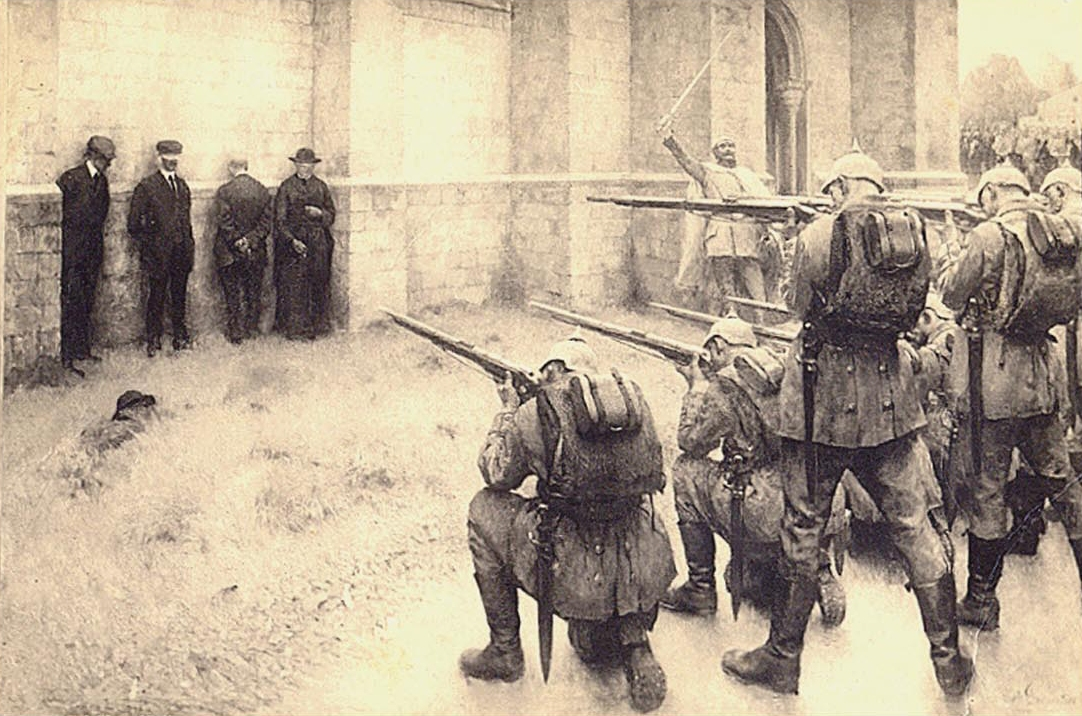
Representación de la ejecución de civiles en Blégny por Évariste Carpentier

El Primer Ejército alemán pasó por Leuven (Lovaina) el 19 de agosto y fue seguido por el IX Cuerpo de Reserva. El 25 de agosto, una salida belga de Amberes hizo retroceder los puestos de avanzada alemanes y causó confusión detrás de la línea del frente. Un caballo entró en Leuven durante la noche y causó una estampida, que asustó a los centinelas alemanes, después de lo cual el general von Luttwitz, el gobernador militar de Bruselas ordenó represalias. Los soldados alemanes quemaron y dispararon durante cinco días, durante los cuales murieron 248 residentes, la población sobreviviente de 10 000 personas fue expulsada y más de 2000 edificios fueron incendiados. En la biblioteca universitaria 300 000 libros medievales y manuscritos fueron destruidos. Grandes cantidades de materiales estratégicos, alimentos y equipos industriales modernos fueron saqueados y transferidos a Alemania. Del 5 de agosto al 21 de octubre, las tropas alemanas quemaron casas y mataron a civiles en el este y el centro de Bélgica, incluidos los delitos en Aarschot (156 muertos), Malines, Termonde y Berneau en la provincia de Lieja a Esen en el provincia de Flandes Occidental.
En 2007, Terence Zuber llamó, cuando escribía de las atrocidades alemanas de Schmitz en Niewland (1924), Horne y Kramer (2001) y Zuckerman (2004), apología y escribió que, el 5 de agosto, el gobierno belga armó a 100 000 civiles como inactive Garde Civique a quienes se unieron a los 46 000 miembros de la Garde Civique. Zuber llamó a los miembros inactivos sin entrenamiento, no uniformados y a los miembros activos un poco mejor formados. Zuber escribió que, como no existen registros, no hay evidencia de que la Garde Civique haya sido entrenada, haya tenido oficiales o una cadena de mando y que en el mejor de los casos fuera un ejército de guerrillas. Zuber escribió que el 18 de agosto, el gobierno belga disolvió la Garde pero Horne y Kramer no explicaron la eliminación de 146 000 armas de fuego y afirmaron que ninguno de los antiguos Garde disparó a los soldados alemanes. Zuber citó una tradición popular, según la cual un civil mató a un oficial alemán en Bellefontaine y escribió que los alemanes dispararon a civiles belgas en represalia por los ataques de un francotirador y que se habían producido "ataques con francotiradores", ambos crímenes de guerra. Zuber también escribió que no hubo represalias alemanas en las áreas flamencas de Bélgica o en el interior de Francia, donde no hubo ataques de francotiradores.

### Libros
- Albertini, L. (2005). The Origins of the War of 1914 III (repr. edición). New York: Enigma Books. ISBN 978-1-929631-33-9.
- Baldwin, H. (1963). World War I: An Outline History. London: Hutchinson. OCLC 464551794.
- Barton, P.; Doyle, P; Vandewalle, J. (2005). Beneath Flanders Fields: the Tunnellers' War, 1914-1918. Staplehurst: Spellmount. ISBN 978-0-7735-2949-6.
- Buchan, J. (1921). A History of the Great War. Edinburgh: Nelson. OCLC 4083249.
- Clayton, A. (2003). Paths of Glory: The French Army 1914-18. London: Cassell. ISBN 978-0-304-35949-3.
- Corbett, J. S. (2009). Naval Operations. History of the Great War Based on Official Documents by Direction of the Historical Section of the Committee of Imperial Defence I (2nd, Naval & Military Press repr. edición). London: Longman. ISBN 978-1-84342-489-5. Consultado el 6 de junio de 2014.
- Der Herbst-Feldzug 1914: Im Westen bis zum Stellungskrieg, im Osten bis zum Rückzug [The Autumn Campaign in 1914 in the West to the beginning of Trench Warfare, in the east to the Retreat]. Der Weltkrieg 1914 bis 1918 Die militärischen Operationen zu Lande V (Die Digitale Landesbibliothek Oberösterreich 2012 edición). Berlin: Mittler & Sohn. 2012. OCLC 838299944. Consultado el 5 de febrero de 2014.
- Die Grenzschlachten im Westen [The Frontier Battles in the West]. Der Weltkrieg 1914 bis 1918 Die militärischen Operationen zu Lande I (Die digitale Landesbibliothek Oberösterreich edición). Berlin: Mittler. 2011. OCLC 163368678. Consultado el 29 de enero de 2014.
- Donnell, C. (2007). The Forts of the Meuse in World War I. Oxford: Osprey. ISBN 978-1-84603-114-4.
- Doughty, R. A. (2005). Pyrrhic victory: French Strategy and Operations in the Great War. Cambridge, MA: Belknap Press. ISBN 978-0-674-01880-8.
- Edmonds, J. E. (1926). Military Operations France and Belgium, 1914: Mons, the Retreat to the Seine, the Marne and the Aisne August-October 1914. History of the Great War Based on Official Documents by Direction of the Historical Section of the Committee of Imperial Defence I (2nd edición). London: Macmillan. OCLC 58962523.
- Edmonds, J. E. (1925). Military Operations France and Belgium, 1914: Antwerp, La Bassée, Armentières, Messines and Ypres October-November 1914. History of the Great War Based on Official Documents by Direction of the Historical Section of the Committee of Imperial Defence II (1st edición). London: Macmillan. OCLC 220044986.
- Foley, R. T. (2007). German Strategy and the Path to Verdun: Erich von Falkenhayn and the Development of Attrition, 1870-1916 (pbk. edición). Cambridge: CUP. ISBN 978-0-521-04436-3.
- Humphries, M. O.; Maker, J. (2013). Der Weltkrieg: 1914 The Battle of the Frontiers and Pursuit to the Marne. Germany's Western Front: Translations from the German Official History of the Great War I. Part 1. Waterloo, Canada: Wilfrid Laurier University Press. ISBN 978-1-55458-373-7.
- Humphries, M. O.; Maker, J. (2010). «Foreword, Hew Strachan». Germany's Western Front, 1915: Translations from the German Official History of the Great War II. Waterloo Ont.: Wilfrid Laurier University Press. ISBN 978-1-55458-259-4.
- Official Commission of the Belgian Government: Reports on the Violation of the Rights of Nations and of the Laws and Customs of War in Belgium. London: HMSO. 1915. OCLC 820928791. Consultado el 29 de enero de 2014.
- Raleigh, W. A. (1969). The War in the Air, Being the Story of the Part Played in the Great War by the Royal Air Force I (Hamish Hamilton edición). Oxford: OUP. OCLC 785856329. Consultado el 6 de junio de 2014.
- Sheldon, J. (2010). The German Army at Ypres 1914 (1st edición). Barnsley: Pen and Sword Military. ISBN 978-1-84884-113-0.
- Skinner, H. T.; Stacke, H. Fitz M. (1922). Principal Events 1914-1918. History of the Great War Based on Official Documents by Direction of the Historical Section of the Committee of Imperial Defence. London: HMSO. OCLC 17673086. Consultado el 7 de febrero de 2014.
- Strachan, H. (2001). The First World War: To Arms I. Oxford: OUP. ISBN 978-0-19-926191-8.
- Terraine, J. (1992). The Smoke and the Fire: Myths and Anti-Myths of War, 1861-1945 (Leo Cooper edición). London: Sidgwick & Jackson. ISBN 978-0-85052-330-0.
- The war of 1914 Military Operations of Belgium in Defence of the Country and to Uphold Her Neutrality. London: W. H. & L Collingridge. 1915. OCLC 8651831. Consultado el 29 de enero de 2014.
- Thomas, N. (2003). The German Army in World War I, 1914-15 I. London: Osprey. ISBN 978-1-84176-565-5.
- Tucker, S.; Roberts, P. M. (2005). World War I: Encyclopedia I. New York: ABC-CLIO. ISBN 978-1-85109-420-2.
- Tyng, S. (2007). The Campaign of the Marne 1914 (Westholme edición). New York: Longmans, Green and Co. ISBN 978-1-59416-042-4.
- Zuber, T. (2009). The Battle of the Frontiers: Ardennes 1914 (History Press pbk. edición). Charleston SC: History Press. ISBN 978-0-7524-5255-5.

### Revistas
- Horne, J.; Kramer, A. (1994). «German "Atrocities" and Franco-German Opinion, 1914: The Evidence of German Soldiers' Diaries». Journal of Modern History 66 (1). ISSN 0022-2801.

### Websites
- Rickard, J. (1 de septiembre de 2007). «Siege of Maubeuge, 25 August-7 September 1914». Consultado el 18 de febrero de 2014.

- Datos: Q792340
- Multimedia: German invasion of Belgium / Q792340